# Lythria furcaria
Lythria furcaria är en fjärilsart som beskrevs av Obraztsov 1934. Lythria furcaria ingår i släktet Lythria och familjen mätare. Inga underarter finns listade i Catalogue of Life.